# Chliara gaedei
Chliara gaedei är en fjärilsart som beskrevs av Max Wilhelm Karl Draudt 1934. Chliara gaedei ingår i släktet Chliara och familjen tandspinnare. Inga underarter finns listade i Catalogue of Life.